# Stenodema holsata
Stenodema holsata, auch Behaarte Grasweichwanze genannt, ist eine Wanzenart aus der Familie der Weichwanzen (Miridae).

## Merkmale
Die Wanzen werden 5,4 bis 7,6 Millimeter lang. Die Arten der Gattung Stenodema haben einen langgestreckten Körper und tragen eine längs verlaufende Grube zwischen den Facettenaugen. Charakteristisch ist das grob und dicht punktierte Pronotum. Stenodema holsata ähnelt Stenodema laevigata, ist jedoch viel kürzer und hat einen breiteren Körperbau, der gewisse Ähnlichkeit mit Acertropis gimmerthalii hat. Die lange, dichte Behaarung auf dem ersten Glied der Fühler ist kürzer als bei den übrigen Arten der Gattung Stenodema. Die Hinterschenkel sind gleichmäßig dick und ungezähnt, ein Unterscheidungsmerkmal gegenüber manchen anderen Arten der Gattung. Die Seiten der Hemielytren sind hell und verfärben sich im Herbst bräunlich, im Frühjahr wieder grün. Die Grundfarbe vor der Überwinterung ist gelb-braun bei den Weibchen und dunkler braun bei den Männchen. Nach der Überwinterung verfärben sich die Weibchen grün. Bei beiden Geschlechtern sind die Flügel verkürzt, es gibt selten jedoch Individuen, bei denen die Flügel voll entwickelt (makropter) sind.

## Vorkommen und Lebensraum
Die Art ist in Nord- und Mitteleuropa, südlich bis in den Norden des Mittelmeergebiets verbreitet, wo sie nur montan vorkommt. Im Osten erstreckt sich die Verbreitung bis Sibirien und über Kleinasien und Zentralasien bis China. In Deutschland und Österreich tritt die Art überall auf, ist jedoch in Nordwestdeutschland verhältnismäßig selten, dagegen in den Mittelgebirgen und den Alpen sehr häufig und steigt dort deutlich über 2000 Meter Seehöhe. Besiedelt werden feuchtere Wiesenbiotope wie Mähwiesen, Weiden, Waldwiesen und offene und halbschattige Lebensräume und Wälder. Die Art ist weniger stark an Feuchtigkeit gebunden als Stenodema calcarata. Man findet sie im Flachland nicht selten auch auf nährstoffreichen, landwirtschaftlich genutzten Wiesen.

## Lebensweise
Stenodema holsata lebt an verschiedenen Süßgräsern (Poaceae), wie etwa Lieschgräsern (Phleum), Pfeifengräsern (Molinia), Rispengräsern (Poa), Honiggräsern (Holcus), Reitgräsern (Calamagrostis), Schmielen (Deschampsia) oder Straußgräsern (Agrostis) und auch an Binsengewächsen (Juncaceae), wie Hainsimsen (Luzula) und Binsen (Juncus).
Pro Jahr entwickelt sich nur eine Generation. Die überwinternden Imagines treten ab Mai wieder auf und paaren sich. Die Eiablage erfolgt bis Juni, die Adulten der neuen Generation treten ab Ende Juli auf. Die Eiablage erfolgt in die Ähren und auch in die Blätter und Blattscheiden der Nahrungspflanzen. Diese Wanzen der neuen Generation sind anfangs grau-gelblich gefärbt und verdunkeln zum Winter hin. Die Überwinterung erfolgt in der Bodenstreu oder in Grasbüscheln in der Nähe von Gehölzen. Sie können gelegentlich auch im Winter aktiv beobachtet werden.

## Belege